# Сосновка (Вяземский район)
Сосно́вка — деревня в Смоленской области России,  в Вяземском районе.
Население — 9 жителей (2007 год).
Входит в состав Тумановского сельского поселения.

## География
Расположена в восточной части области  в 19 км к северо-востоку от районного центра, в 1 км к северу от М1 «Беларусь», на берегу реки Жижала. В 6 км к северо-востоку от деревни железнодорожная станция  о.п. 218-й км на линии «Москва—Минск».

## История
В 70-х годах XIX века в деревне помещиком Шараповым были созданы мастерские по ремонту сельхозорудий и изготовлению изобретенных им плугов.
В имении Сосновка Вяземского уезда Смоленской губернии в родовитой дворянской семье Федора Федоровича и Лидии Сергеевны родился Сергей Фёдорович Шарапов.

## Известные люди
- 1 июня 1855 года — родился С. Ф. Шарапов
- 15 февраля 1916 года — родился Герой Советского Союза, полковник, лётчик-испытатель Государственного Краснознамённого научно-испытательного института Военно-воздушных сил В. Г. Иванов[2]